# Gylippus afghanus
Gylippus afghanus är en spindeldjursart som först beskrevs av Roewer 1933.  Gylippus afghanus ingår i släktet Gylippus och familjen Gylippidae. Inga underarter finns listade i Catalogue of Life.